# Emil Große-Brauckmann
Emil Große-Brauckmann (* 31. Januar 1887 in Flierich, Kreis Hamm; † 23. Juli 1961 in Göttingen) war ein deutscher Klassischer Philologe und Gymnasiallehrer. Er unterrichtete Latein, Griechisch, Hebräisch und Religion am Gymnasium zu Göttingen und war langjähriger Mitarbeiter, ab 1952 auch Arbeitsstellenleiter des Göttinger Septuaginta-Unternehmens.

## Leben
Emil Große-Brauckmann, der Sohn des Rittergutbesitzers Wilhelm Große-Brauckmann und der Emilie geb. Krümmer, besuchte das Gymnasium zu Gütersloh (Reifezeugnis 13. März 1905) und studierte anschließend Klassische Philologie und Evangelische Theologie an den Universitäten zu Freiburg (Sommersemester 1905), Berlin (Wintersemester 1905/06 bis Wintersemester 1906/07) und Göttingen (Sommersemester 1907 bis Wintersemester 1908/09). Er schloss sein Studium in Göttingen mit der ersten Staatsprüfung für das höhere Lehramt am 12. November 1909, wobei er die Lehrbefähigung in den Fächern Latein, Griechisch und Hebräisch für alle Klassen sowie Religionslehre in der zweiten Stufe erhielt. Zugleich arbeitete er an einer Dissertation über den Pastor Hermae, die von Max Pohlenz und Friedrich Leo betreut wurde und mit der er am 3. März 1910 zum Dr. phil. promoviert wurde. Gleichzeitig arbeitete er im Auftrag von Rudolf Smend und unter Anleitung von Alfred Rahlfs an einer textkritischen Studie zum Psaltertext bei Theodoret, die 1911 erschien. Er war von 1909 bis 1914 als Hilfskraft beim Göttinger Septuaginta-Unternehmen tätig.
Nach dem Studium absolvierte Große-Brauckmann zunächst vom 1. April 1910 bis 31. März 1911 als Einjährig-Freiwilliger den Militärdienst beim 8. Lothringischen Infanterie-Regiment Nr. 159 in Mülheim an der Ruhr. Auch in den Folgejahren setzte er seine militärische Ausbildung fort und wurde am 10. Mai 1913 zum Vizefeldwebel der Reserve ernannt. Im zivilen Leben trat er in den preußischen Schuldienst ein, absolvierte das Seminarjahr (1911/12) und Probejahr (1912/13) am Gymnasium zu Göttingen, wo er fast seine gesamte weitere Berufslaufbahn verbrachte. Zum 1. Oktober 1913 wurde er als Wissenschaftlicher Hilfslehrer angestellt.
Beim Ausbruch des Ersten Weltkriegs meldete sich Große-Brauckmann sofort freiwillig und leistete ab dem 4. August 1914 aktiv Kriegsdienst bei seinem Regiment. Am 8. Dezember 1914 wurde er zum Offiziers-Stellvertreter ernannt. Eine Verwundung am 27. September 1915 beendete seinen Einsatz; er wurde zur Behandlung nach Göttingen gebracht, wo er am 19. Januar 1916 seine Verlobte Margarete Renner heiratete.
Nach den Osterferien 1916 nahm Große-Brauckmann zum 26. April seine Lehrtätigkeit in Göttingen wieder auf. Zum 1. Oktober 1916 wechselte er als Studienrat an das Goethegymnasium in Hannover. Zum 1. April 1922 wurde er in derselben Eigenschaft nach Göttingen versetzt. Dort wurde er noch im selben Jahr für ein Jahr beurlaubt, um erneut als Hilfskraft am Septuaginta-Unternehmen mitzuwirken. Nach dem Tod des Arbeitsstellenleiters Werner Kappler 1944 und seiner eigenen Pensionierung wurde Große-Brauckmann 1952 zum Arbeitsstellenleiter des Septuaginta-Unternehmens ernannt. Er blieb es bis zu seinem Tode.
Aus seiner Ehe mit Margarete Renner gingen drei Kinder hervor. Sein älterer Sohn Dietrich (1917–1939) fiel im Zweiten Weltkrieg. Sein jüngerer Sohn Gisbert (1926–2001) wurde ein bekannter Botaniker. Sein jüngstes Kind war die Tochter Hilde (1932–2023), verheiratet mit dem Botaniker Ulrich Willerding (1932–2021).

## Schriften (Auswahl)
- De compositione Pastoris Hermae. Göttingen 1910 (Dissertation; Digitalisat).
- Der Psaltertext bei Theodoret (= Mitteilungen des Septuaginta-Unternehmens Band 1, Heft 3; Digitalisat). Berlin 1911 (zugleich erschienen in: Nachrichten von der königlichen Gesellschaft der Wissenschaften zu Göttingen, Philologisch-historische Klasse 1911, S. 336–365).